# John Cavanagh

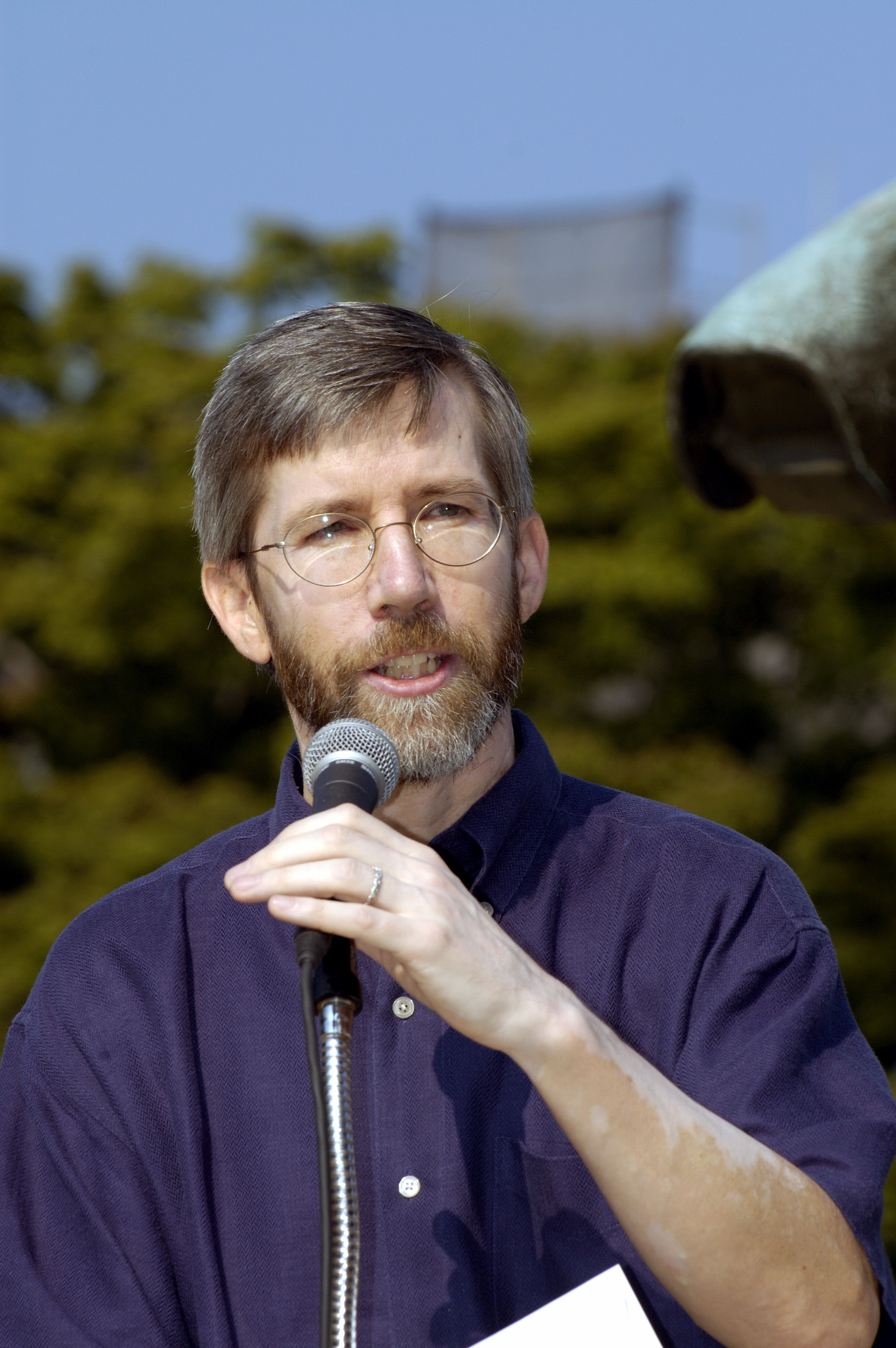

John Cavanagh es un economista estadounidense que trabaja como director del Institute of Policy Studies y fue uno de los investigadores que fundó el Transnational Institute.

## Breve biografía personal
John Cavanagh es director del Insitute of Policy Studies (IPS), Washington D. C., desde 1998 y uno de los investigadores que fundaron el Transnational Institute. 
Ha trabajado como economista para la Conferencia de las Naciones Unidas sobre Comercio y Desarrollo(UNCTAD) y la Organización Mundial de la Salud (OMS), actualmente preside el consejo de administración del Transnational Institute y es miembro de los comités ejecutivos de la Alianza para un Comercio Responsable (ART) y de la Campaña Ciudadana para el Comercio Justo (CTC). 
Cavanagh colaboró en la creación del Foro Internacional de Globalización (IFG) en 1995 y ha participado activamente en las redes contra el Tratado de Libre Comercio de América del Norte (TLCAN). Trabaja de cerca con el grupo de trabajo progresista del Congreso estadounidense y con el departamento internacional de la federación sindical de los Estados Unidos, AFL-CIO, sobre responsabilidad empresarial y derechos laborales internacionales. Es coautor de diez libros y de numerosos artículos sobre la globalización. Cavanagh se licenció en Dartmouth College y tiene un máster de Princeton.